# Абрахам, Джон
Джон Абрахам (род. 17 декабря 1972) — индийский актёр, продюсер, в прошлом фотомодель. Владелец футбольного клуба «Норт-Ист Юнайтед».

## Биография
Родился в Бомбее. Его отец — Абрахам Джон, по профессии архитектор, из народа малаяли,
а мать Фироза Ирани — из народа парсов.
Окончил колледж Джаи Хинда со степенью бакалавра в области экономики.
В 1999 году он выиграл национальный конкурс красоты среди мужчин Gladrags Manhunt Contest, а потом представлял страну на международном конкурсе Manhunt International на Филиппинах, где занял второе место. Модельную карьеру начал со съёмок клипа пенджабского певца Jazzy B.
Дебютировал в кино в 2003 году с фильмом «Тёмная сторона желания», за роль в котором был выдвинут на Filmfare Award за лучшую мужскую роль.
Критики же оценили его игру в фильме «Вода» Дипы Мехты.
В 2006 году вышли четыре фильма с его участием: «Узник прошлого», «Taxi No. 9211», «Папа» и Кабульский экспресс, два из которых имели коммерческий успех.
В 2012 году Абрахам впервые выступил в качестве продюсера в фильме «Вики-Донор», а также принял участие в item-номере. На следующий год в фильме «Стрельба в Вадале» он сыграл криминального авторитета Манья Сурве, фильм получил положительную оценку критиков и стал «супер-хитом». В том же году вышел фильм «Кафе Мадрас», получивший в прокате статус «средний», в котором рассказывалось о майоре, вмешавшемся в гражданскую войну на Шри-Ланке. Последними работами Джона в кино на данный момент стали «Рокки-красавчик», являющийся ремейком южно-корейского «Человека из ниоткуда» и провалившийся в прокате, «Выстрел», несмотря на негативные отзывы критиков, имевший коммерческий успех, и «Спецотряд Форс 2», являющийся сиквелом фильма 2011 года и получивший положительную оценку и коммерческий успех.
В 2014 году Абрахам основал футбольный клуб «Норт-Ист Юнайтед», базирующийся в Гувахати и представляющий сразу восемь штатов в Индийской суперлиге. Будучи владельцем, Абрахам принимает активное участие в управлении клубом. Председателем клуба является его жена, Прия Рунчал.
В 2017 году к выходу готовится фильм Parmanu: The Story Of Pokhran.

## Личная жизнь
Во время съёмок фильма «Тёмная сторона желания», он начал встречаться со своей партнёршей Бипашей Басу. Их пара имела большую популярность у представителей СМИ, но в 2011 году они расстались.
В 2014 году Джон женился на американке индийского происхождения Прие Рунчал, которая работает финансовым аналитиком и инвестиционным банкиром. Джон — атеист.

## Фильмография
| Год  |   | Русское название                      | Оригинальное название          | Роль                                       |
| ---- | - | ------------------------------------- | ------------------------------ | ------------------------------------------ |
| 2003 | ф | Тёмная сторона желания                | Jism                           | Кабир Лал                                  |
| 2003 | ф | Видение                               | Saaya                          | Доктор Акаши                               |
| 2004 | ф | Искупительный грех                    | Paap                           | Инспектор Шивен                            |
| 2004 | ф | Доверие                               | Aetbaar                        | Арьян Триведи                              |
| 2004 | ф | Байкеры                               | Dhoom                          | Кабир                                      |
| 2004 | ф | Наваждение                            | Madhoshi                       | Аман                                       |
| 2004 | ф | За гранью дозволенного                | Lakeer - Forbidden Lines       | Саахил                                     |
| 2005 | ф | Схватка                               | Elaan                          | Абхиманью                                  |
| 2005 | ф | Судьба в твоих руках                  | Karam                          | Джон                                       |
| 2005 | ф | Глаз Тигра                            | Kaal                           | Криш Тхапар                                |
| 2005 | ф | Найти справедливость                  | Viruddh... Family Comes First  | Амар Патвардхан                            |
| 2005 | ф | Вода                                  | Water                          | Нараян                                     |
| 2005 | ф | Специи любви                          | Garam Masala                   | Шьям «Сэм»                                 |
| 2005 | ф | Неслучайные знакомые                  | Shikhar                        | В роли самого себя                         |
| 2006 | ф | Узник прошлого                        | Zinda                          | Рохит Чопра                                |
| 2006 | ф | Такси №9211                           | Taxi No. 9 2 11: Nau Do Gyarah | Джай Миттал                                |
| 2006 | ф | Никогда не говори «Прощай»            | Kabhi Alvida Naa Kehna         | диджей в песне «Where's The Party Tonight» |
| 2006 | ф | Кабульский экспресс                   | Kabul Express                  | Сухел Хан                                  |
| 2006 | ф | Папа                                  | Baabul                         | Раджат                                     |
| 2007 | ф | Здравствуй, любовь!                   | Salaam-E-Ishq                  | Ашутош Райна                               |
| 2007 | ф | Пагубное пристрастие                  | No Smoking                     | Кей                                        |
| 2007 | ф | Забей гол!                            | Dhan Dhana Dhan Goal           | Санни Бхасин                               |
| 2008 | ф | Младший Зизу                          | Little Zizou                   | Арджун                                     |
| 2008 | ф | Близкие друзья                        | Dostana                        | Кунал Чопра                                |
| 2009 | ф | Нью-Йорк                              | New York                       | Самир                                      |
| 2010 | ф | С надеждой на лучшее                  | Aashayein                      | Рахур Шарма                                |
| 2010 | ф | Ложь во спасение                      | Jhootha Hi Sahi                | Сид                                        |
| 2011 | ф | Семь мужей                            | 7 Khoon Maaf                   | Джимми Стенстон                            |
| 2011 | ф | Спецотряд «Форс»                      | Force                          | ACP Yashvardhan/ACP Yash/Yash              |
| 2011 | ф | Настоящие индийские парни             | Desi Boyz                      | Ник Матхур «Хантер»                        |
| 2012 | ф | Полный дом 2                          | Housefull 2                    | Макс                                       |
| 2013 | ф | Гонка 2                               | Race 2                         | Армаан Малик                               |
| 2013 | ф | Я, я и только я                       | I, Me aur Main                 |                                            |
| 2013 | ф | Стрельба в Вадале                     | Shootout at Wadala             | Манья Сурве                                |
| 2013 | ф | Кафе «Мадрас»                         | Madras Cafe                    | Викрам Сингх                               |
| 2015 | ф | Добро пожаловать назад                | Welcome Back                   | Аджджу Бхай                                |
| 2015 | ф | Человек из ниоткуда / Рокки Красавчик | Rocky Handsome                 | Кабир Ахлават он же Рокки, он же Красавчик |
| 2016 | ф | Выстрел                               | Dishoom                        | Кабир                                      |
| 2016 | ф | Спецотряд «Форс» 2                    | Force 2                        | ACP Yashvardhan/ACP Yash/Yash              |